# Trichosalpinx chamaelepanthes
Trichosalpinx chamaelepanthes är en orkidéart som först beskrevs av Heinrich Gustav Reichenbach, och fick sitt nu gällande namn av Carlyle August Luer. Trichosalpinx chamaelepanthes ingår i släktet Trichosalpinx och familjen orkidéer. Inga underarter finns listade i Catalogue of Life.